# 沖縄クリスチャンスクールインターナショナル
沖縄クリスチャンスクールインターナショナル（おきなわクリスチャンスクールインターナショナル、英: Okinawa Christian School International, 略称：OSCI）は、沖縄県読谷村にある私立のクリスチャン系インターナショナル・スクールである。 
３歳児のクラスから高校卒業まで４３０名以上の生徒数と主に北アメリカからの教員が４０名ほどいる。沖縄県内唯一アメリカのWASCとACSIのダブル認可校である。その為、高校卒業後は日本国内はじめ世界中の大学に進学可能である。 
外国人やハーフはもちろん、日本人家庭にもとても人気の高いインターナショナルスクールである。

## 歴史
1957年に設立され、当初アメリカの宣教師の子弟たちに英語の幼稚園から高校までの教育を提供。最初の1年間、エスター・オースティンは北谷にある極東放送ネットワークの施設にある未使用の建物で11人の子供たちのクラスを教えていた。学校の目的により最初の数年で非キリスト教徒および非教会系の家族の子供を含むように拡大する。その後学校は第二次世界大戦中の沖縄の戦いで激しい戦闘があった浦添市の「八角の尾根」の土地を購入し、1965年までに大きな学校施設を新しく備え、最終的に、現在のキャンプレスターにあるより恒久的な施設に移転した。この学校拡張の直後の1969年卒業生から高校の卒業証書を授与された最初の生徒として祝賀された。1986年からOCSIは再び拡大することを目指し、1996年までに読谷村の東シナ海を見下ろす新しいキャンパスを取得、1996〜1997年度から新しい施設で授業を開始した。 
OCSIは、400人を超えるPK-12の学生を擁し、1981年から米国西部地域私立学校大学協会（WASC）、1992年からキリスト教学校国際協会（ACSI）によって認定を受けている。 
OCSIの卒業生は、日本の文部科学省（MEXT）によって日本の大学入学資格を申請することが許可されている。OCSIは英語で教え、英語学習者をサポート。

## アカデミック
OCSIは、アメリカ合衆国の教育アプローチとキリスト教教育哲学に基づいたカリキュラムを使用。 コースの順序と内容は、米国の学校と非常に類似したものとなっている。 

## 運動関連
学校の色は白、赤 、黒。 OCSIには、新しく改装されたフィットネスセンターを備えたフルサイズのジムがあり、ジムの隣にはフルサイズのサッカー場がある。 
OCSIは次のスポーツ大会に参加。 
- 女子バレーボール
- 男女クロスカントリー
- 男女バスケットボール
- 男子サッカー
- 陸上競技

## 卒業生
- リズ・カムーシュ -　UFCのプロのMMAファイター（2003年のクラス）
- ニッキー - タレント（FECオフィス）